# Hårvax

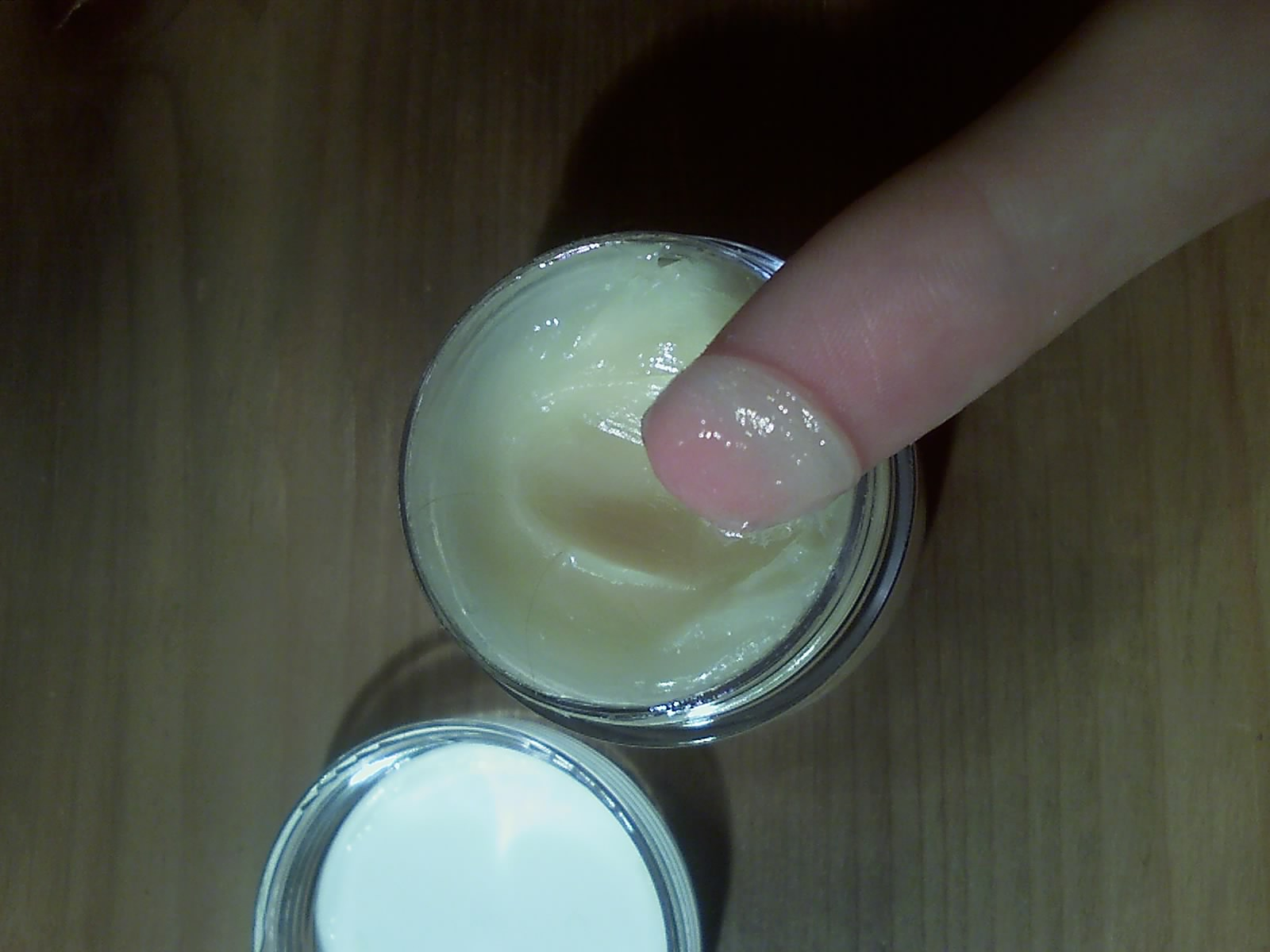
En liten burk med hårvax

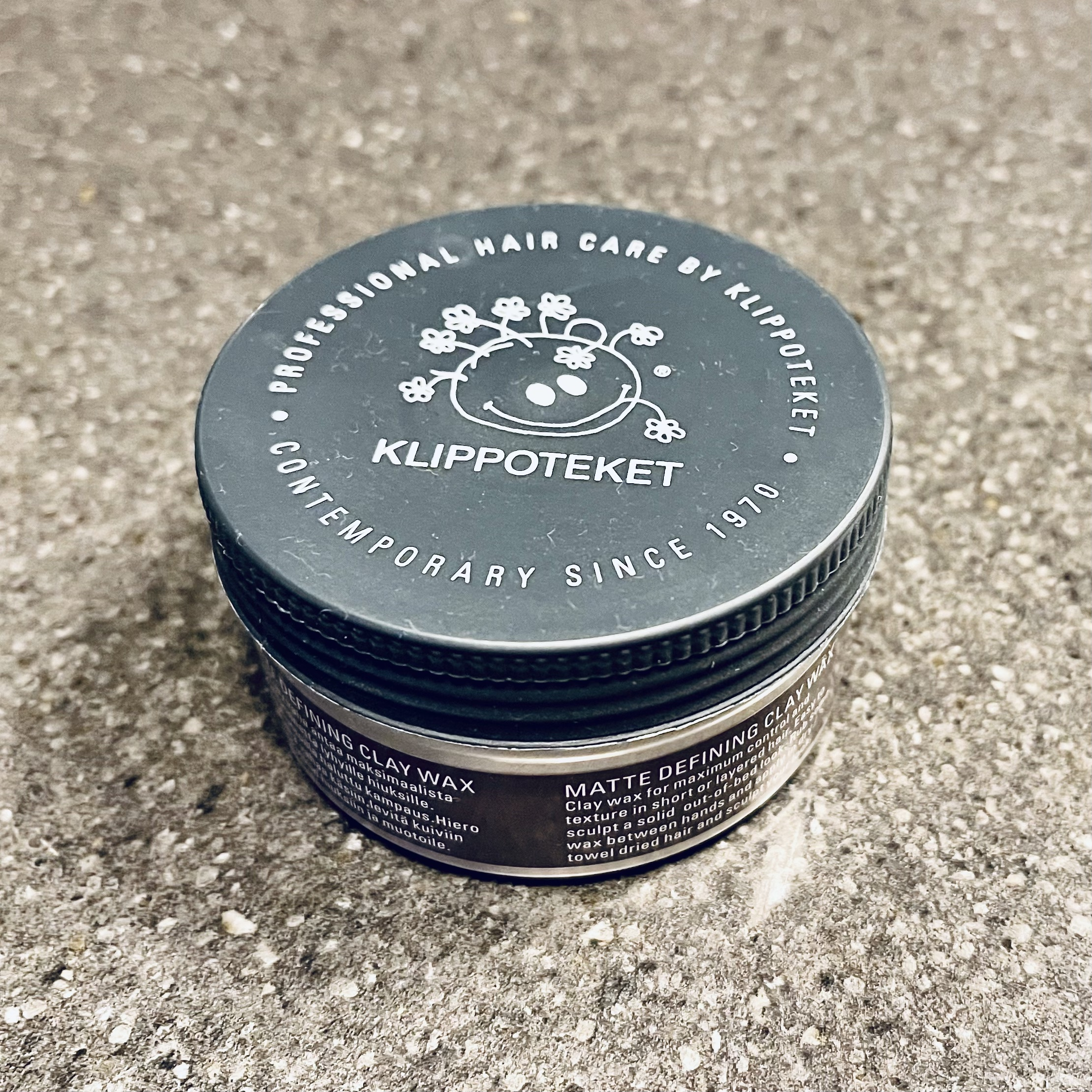
Hårax från Klippoteket

Hårvax är en typ av tjockt vaxartat fett som gnids in i håret för att ge det stadga. Till skillnad från hårgelé som oftast innehåller alkohol så är hårvax baserat på ingredienser utan alkohol, vilket i sin tur minskar risken att håret torkar ut. På senare tid har hårvax blivit allt mer populärt, en rad olika sorters hårvax så som pomada, fibervax och hårpasté är några av de populäraste .